# 1157
Високе Середньовіччя •  Золота доба ісламу •  Реконкіста •  Хрестові походи •  Київська Русь

## Геополітична ситуація
Візантію очолює Мануїл I Комнін (до 1180). Фрідріх Барбаросса є імператором Священної Римської імперії (до 1190), Людовик VII Молодий королює у Франції (до 1180).
Апеннінський півострів розділений: північ належить Священній Римській імперії, середню частину займає Папська область, більша частина півдня належить Сицилійському королівству. Деякі міста півночі: Венеція, Піза, Генуя тощо, мають статус міст-республік.
Південь Піренейського півострова в руках у маврів. Північну частину півострова займають християнські Кастилія, Леон (Астурія, Галісія), Наваррське та Арагонське королівство (Арагон, Барселона). Королем Англії є Генріх II Плантагенет (до 1189), королем Данії став Вальдемар I Великий (до 1182).
У Києві почав правити Ізяслав Давидович (до 1158). Ярослав Осмомисл княжить у Галичі (до 1187), Андрій Боголюбський у Володимирі-на-Клязмі (до 1174). Новгородська республіка та Володимиро-Суздальське князівство фактично відокремилися від Русі. У Польщі період роздробленості. На чолі Угорського королівства стоїть Геза II (до 1162).
На Близькому сході існують держави хрестоносців: Єрусалимське королівство, Антіохійське князівство, Триполійське графство. Сельджуки окупували Персію та Малу Азію, в Єгипті владу утримують Фатіміди, у Магрибі Альмохади, у Середній Азії правлять Караханіди та Каракитаї. Газневіди втримують частину Індії. У Китаї співіснують держава ханців, де править династія Сун, держава чжурчженів, де править династія Цзінь, та держава тангутів Західна Ся. На півдні Індії домінує Чола. В Японії триває період Хей'ан.

## Події

### Київська Русь
- Юрія Довгорукого вбили змовники з бояр. Київський престол захопив Ізяслав Давидович із Чернігова.
- Син Юрія Довгорукого Андрій Боголюбський захопив Суздаль та Рязань і став іменувати себе великим князем володимиро-суздальським. Утворилося незалежне Володимиро-Суздальське князівство зі столицею у Володимирі-на-Клязмі, куди Андрій Юрійович переніс свою резиденцію.
- У Галичі на замовлення князя Ярослава Осмомисла споруджено Успенський собор.

### Світ
- Альбрехт Ведмідь заснував Бранденбурзьку марку.
- Після смерті короля Кастилії і Леону Альфонсо VII його королівство розділили між собою сини Санчо та Фердинанд.
- Королем Данії став Вальдемар I Великий після загибелі як Кнуда V, так і Свена III.
- Король Англії Генріх II Плантагенет забрав у короля Шотландії втрачені під час Анархії північні землі, розпочав війну з Уельсом.
- На соборі в Безансоні імператор Фрідріх Барбаросса посварився з папою Адріаном IV.
- Після смерті Сельджукіда Ахмада Санджара в Хорасані почалося домінування хорезмшахів.

## Народились
- 8 вересня — Річард I Левове Серце, король Англії (1189-1199) з династії Плантагенетів.

## Померли
- 15 травня — Юрій Довгорукий, князь суздальський і київський.